# چاکوالای شبه‌جزیره
چاکوالای شبه‌جزیره (نام علمی: Sauromalus australis) نام یک گونه از سرده چاکوالا است.